# Gerta Scharffenorth
Olga Margarete Elisabeth Gerta Scharffenorth, geb. von Mutius (* 8. Januar 1912 in Stuttgart; † 4. Dezember 2014 in Heidelberg), war eine deutsche Politologin und Theologin.

## Leben
Gerta von Mutius wurde als Tochter des damaligen Obersten und Chefs des Generalstabs des XIII. Armee-Korps Albert von Mutius und der Ingeborg von Saldern (1880–1945), Tochter des Werner von Saldern und der Elisabeth von Gerlach, in Stuttgart geboren. Sie verbrachte ihre Kindheit und Jugend in Schlesien auf dem Gut und Schloß Gellenau (Jeleniów). 1931 legte sie als Externe ihr Abitur auf einem Gymnasium für Jungen ab. Sie wollte eigentlich gerne Medizin studieren, aber das fanden die Eltern unnötig. Stattdessen half sie dem Vater bei der Bearbeitung zweier historischer Nachlässe aus dem 19. Jahrhundert und lernte hier vieles, was für ihre spätere Arbeit nützlich war.
Gerta heiratete 1936 in Bunzlau den Seeoffizier Fritz Scharffenorth (1891–1949). Das Paar hatte drei Kinder und lebte in Kiel, Wesermünde, Königsberg (Preußen) und Danzig. Im Herbst 1942 kehrte sie auf das Familiengut zurück und trennte sich von ihrem Mann.
Nach Kriegsende wurde sie aus Schlesien vertrieben, lebte vorübergehend als Flüchtling in Norddeutschland und fand dann eine neue Heimat in Heidelberg. Sie entschloss sich 1956, Politologie und Evangelische Theologie zu studieren, und wurde in ihrem Studium von der Studienstiftung des Deutschen Volkes und dem Evangelischen Studienwerk Villigst gefördert. 1962 wurde sie mit einer Dissertation über Römer 13 in der Geschichte des politischen Denkens zum Dr. phil. promoviert.
Von 1962 bis 1966 leitete sie den Evangelischen Gemeindedienst in Heidelberg. Anschließend wirkte sie bis zum Ruhestand als Wissenschaftliche Mitarbeiterin der Forschungsstätte der Evangelischen Studiengemeinschaft, wo sie Projekte zur Friedensforschung leitete.
1970 wurde sie als erste Frau in den Rat der Evangelischen Kirche in Deutschland gewählt. Theodor von Mutius und Albrecht von Mutius, u. a. Ordensdekan des Johanniterordens, sind ihre Brüder, Albert von Mutius ihr Neffe.

## Werke
- „Römer 13“ in der Geschichte des politischen Denkens: Ein Beitrag zur Klärung der politischen Traditionen in Deutschland seit dem 15. Jahrhundert. Dissertation an der  Universität Heidelberg 30. Mai 1962; DNB 482369728.
- Echo und Wirkung in Polen: Bilanz der Ostdenkschrift. Darstellung, Analyse, Dokumentation. Furche, Hamburg 1968 (Stundenbüche 77: Dokumentarband); DNB 458822043.
- Existenz zwischen Tradition und neuer Umwelt. In Zusammenarbeit mit dem Ostkirchenausschuss Hannover. Rautenberg, Leer (Ostfriesland) 1973; ISBN 3-7921-0110-6.
- „Den Glauben ins Leben ziehen.“ Studien zu Luthers Theologie. Christian Kaiser, München 1982; ISBN 3-459-01466-0
  - 2. Auflage, mit einem Geleitwort von Wolfgang Huber. LIT, Münster 2013 (Entwürfe zur christlichen Gesellschaftswissenschaft, 27); ISBN 978-3-643-11990-2
- Schwestern: Leben und Arbeit evangelischer Schwesternschaften. Burckhardthaus-Laetare-Verlag, Offenbach 1984; ISBN 3-7664-0111-4.
- als Herausgeberin: „Werft Eure Zuversicht nicht weg!“ Alterserfahrung im Spiegel der Bibel, Herder Breiburg i. B. u. a. 1992.